# پل دلاروش
پل دُلاروش (به فرانسوی: Paul Delaroche)‏ (۱۷ ژوئیهٔ ۱۷۹۷ — ۴ نوامبر ۱۸۵۶) از موفق‌ترین نقاشان آکادمیک فرانسوی اواسط سدهٔ نوزدهم میلادی بود که بیشتر مضمون‌های تاریخی را نقاشی می‌کرد.
موضوعات تاریخی دقیق و واقع‌گرایانه او را به یکی از موفق‌ترین هنرمندان دانشگاهی فرانسه در اواسط قرن نوزدهم میلادی تبدیل کرد. از آثار شناخته شدهٔ او می‌توان به تابلوی «فرزندان ادوارد» (۱۸۳۰) اشاره کرد که اکنون در موزهٔ لوور نگهداری می‌شود.

## نگارخانه

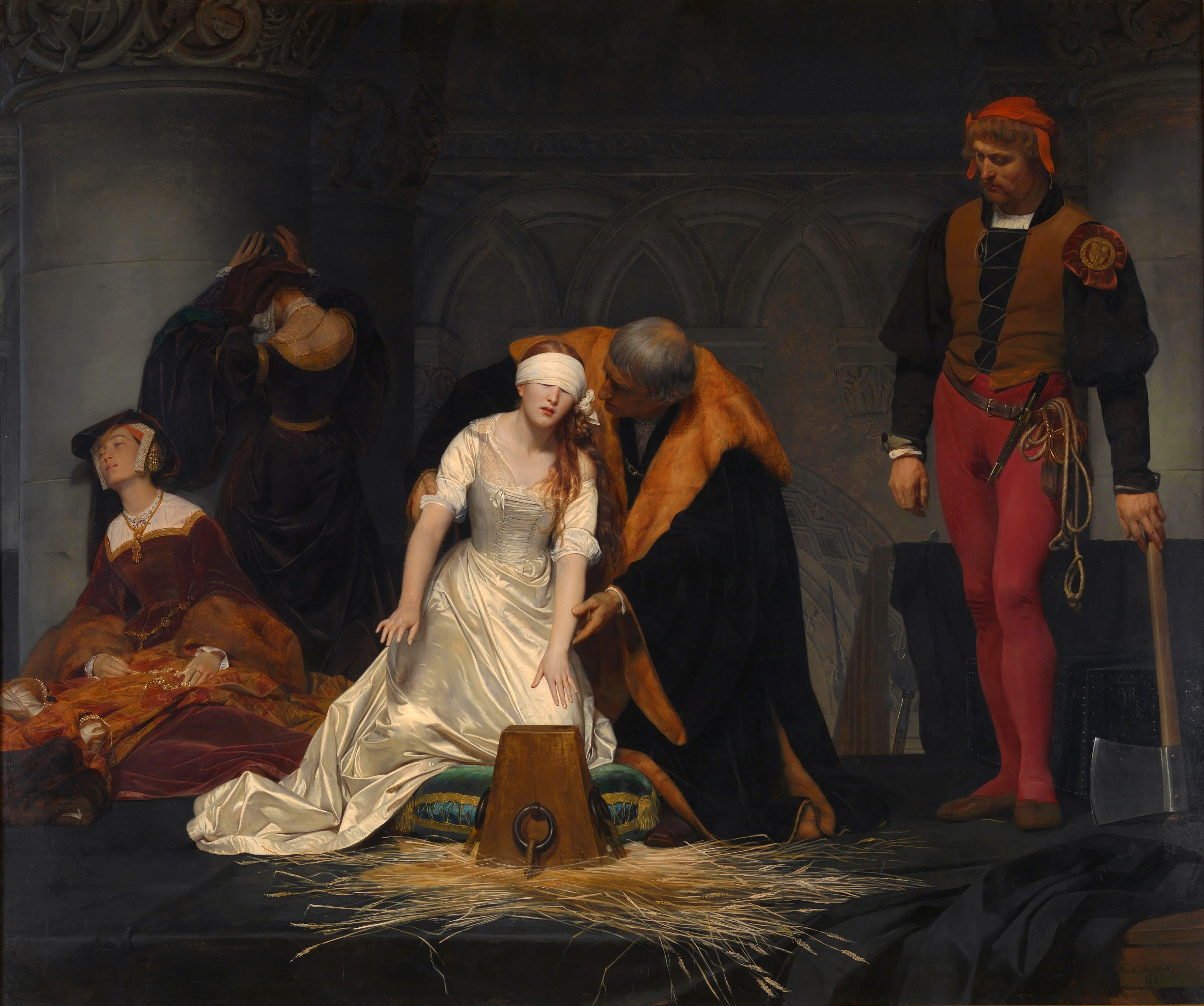
اعدام جین گری ۱۸۳۳ م. گالری ملی لندن
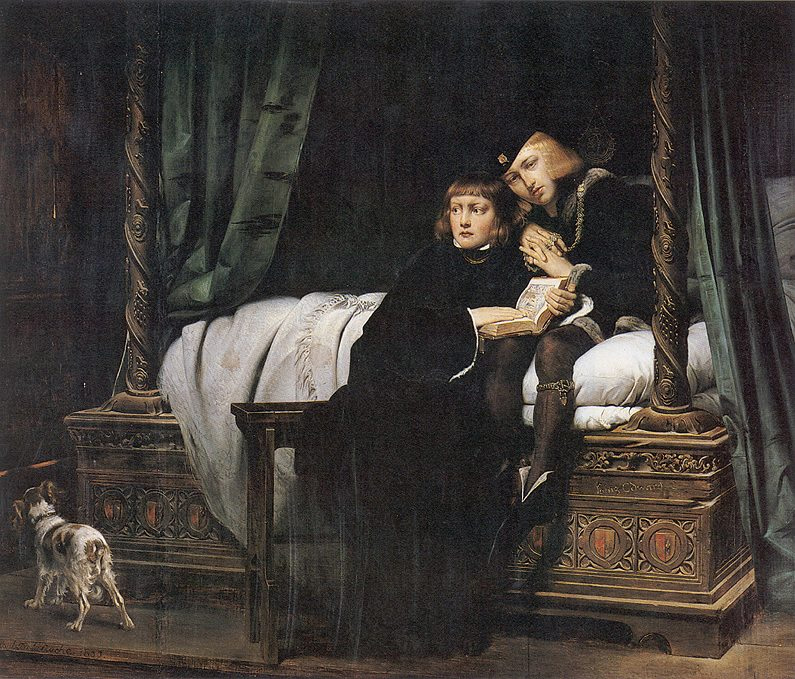
فرزندان ادوارد، ۱۸۳۱، رنگ روغن روی بوم، موزه لوور
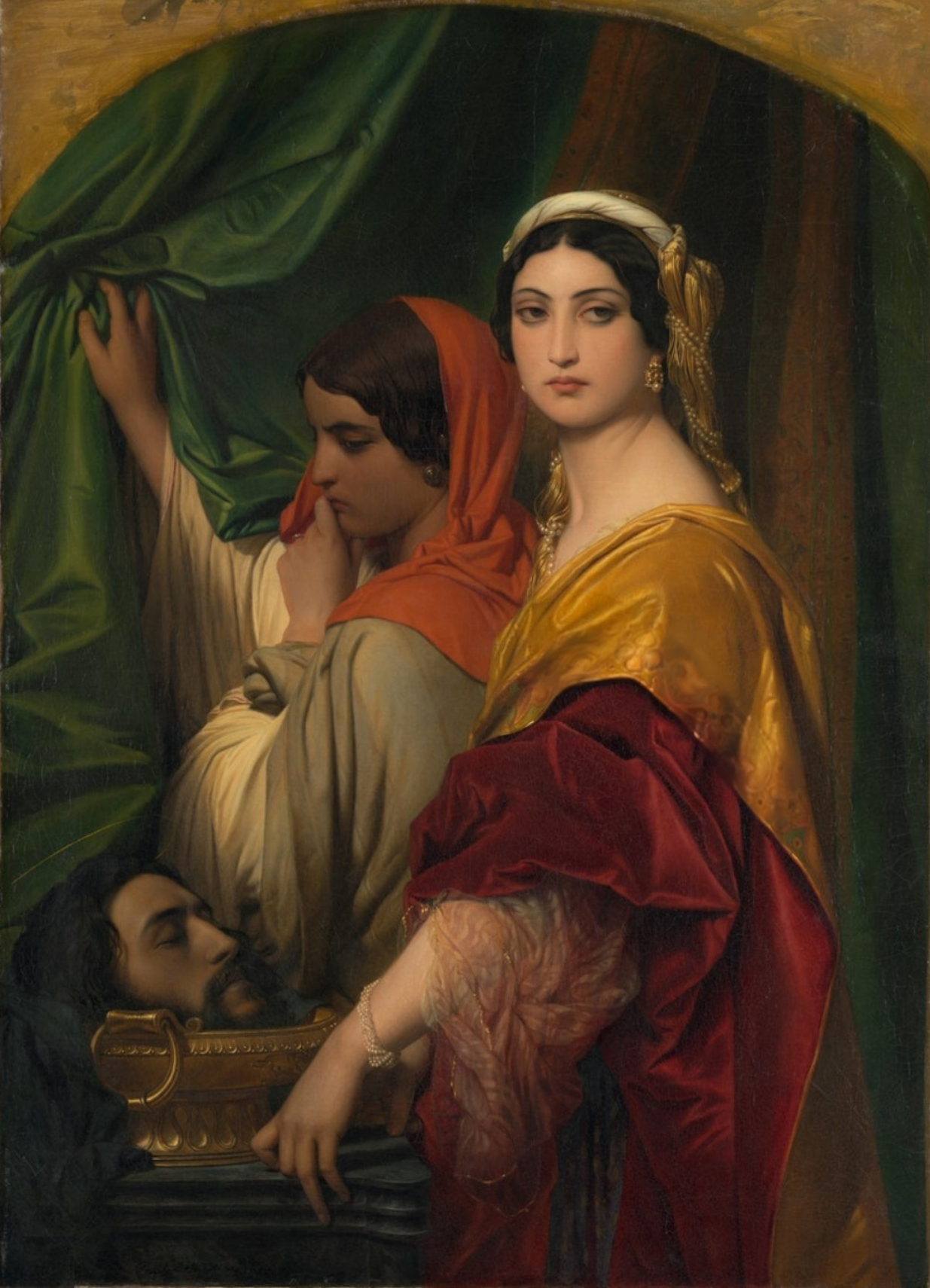
هرودیاس، ۱۸۴۳، کلن، آلمان
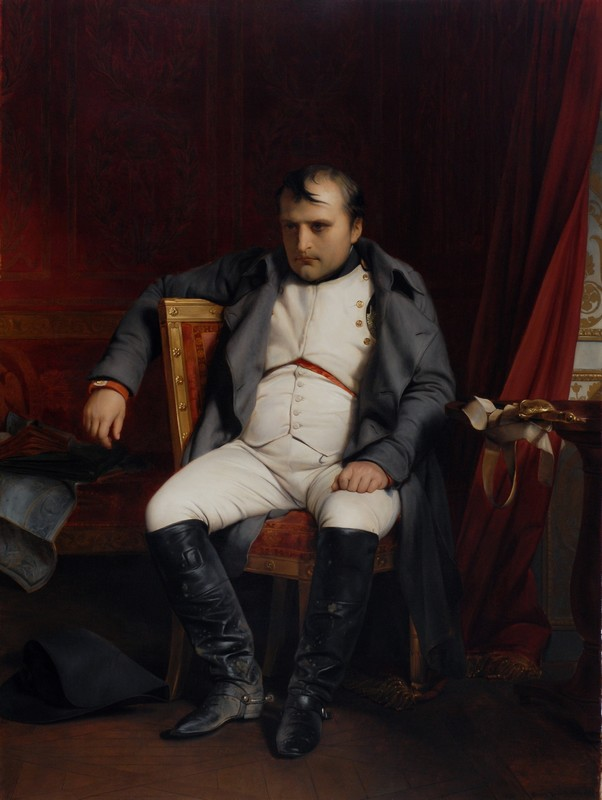
ناپلئون در حال ترک فونتین‌بلو، ۱۸۴۵، رنگ روغن روی بوم، مجموعه سلطنتی، لندن
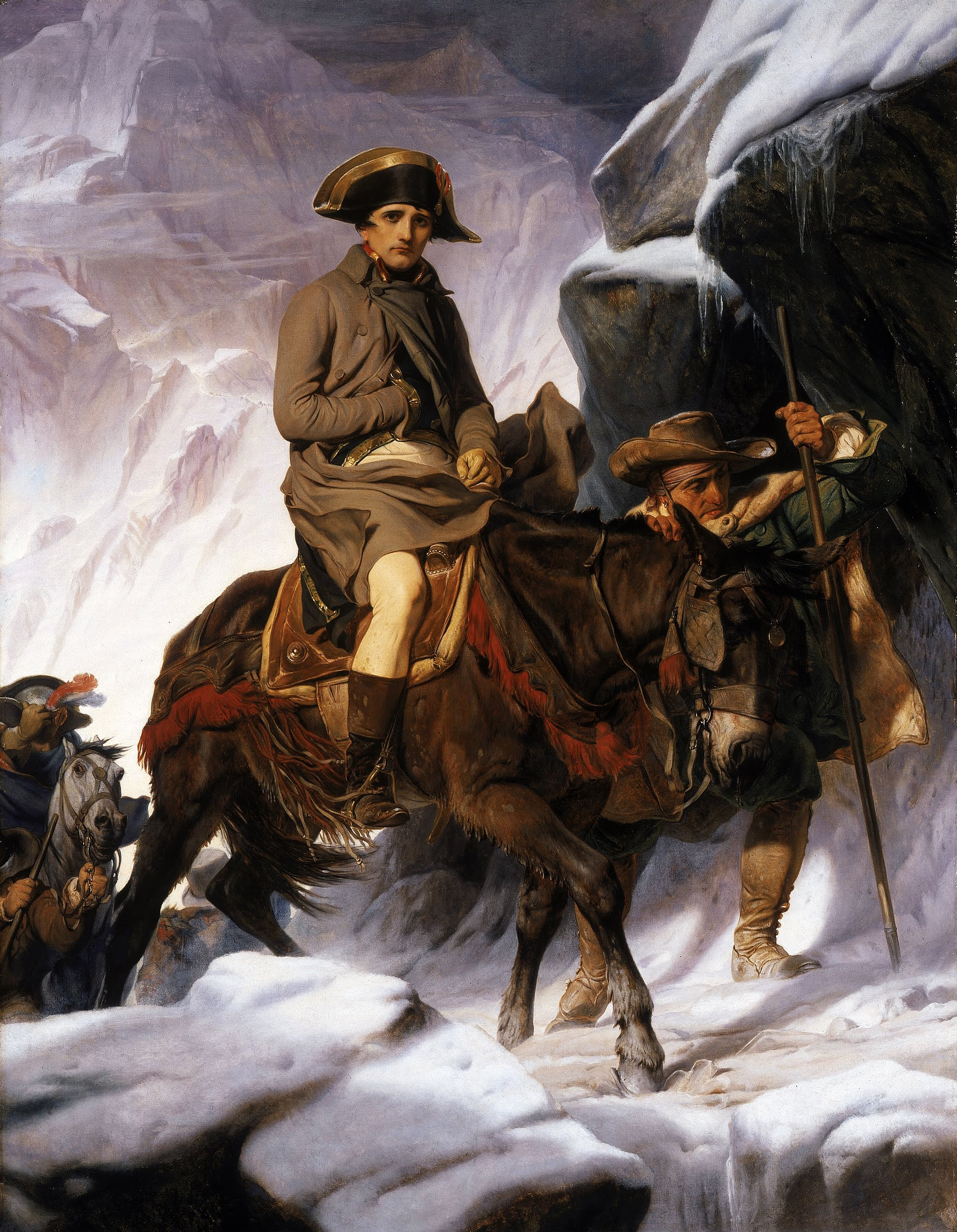
ناپلئون در حال گذر از آلپ، ۱۸۵۰، گالری هنری واکر، لیورپول